# Jack Goldstein
Jack Goldstein (27. září 1945 Montréal – 14. března 2003 San Bernardino) byl kanadský výtvarník. Narodil se do židovské rodiny v Montréalu a později žil v Los Angeles, kde studoval na Kalifornském uměleckém institutu. V roce 1974 se odstěhoval do New Yorku, kde měl v roce 1980 svou první samostatnou výstavu. V osmdesátých letech se vrátil do Los Angeles. Zpočátku se věnoval performancím a konceptuálnímu umění, později maloval obrazy. V roce 2003, ve věku 57 let, spáchal sebevraždu.